# Acropora surculosa
Espèce
Acropora surculosa est une espèce de coraux appartenant à la famille des Acroporidae.